# Nguyệt Hằng
Cao Nguyệt Hằng (sinh ngày 30 tháng 6 năm 1973 tại Hà Nội) là một nữ diễn viên người Việt Nam được Nhà nước phong tặng danh hiệu cao quý Nghệ sĩ ưu tú vì những đóng góp cho nền nghệ thuật nước nhà. Cô được biết đến qua các bộ phim Những người sống bên tôi, Vệt nắng cuối trời, Bí mật Eva, Hãy nói lời yêu và Đấu trí, Bánh đúc có xương; cô cũng nổi tiếng với vai trò của một diễn viên lồng tiếng. Cô hiện đang công tác tại Nhà hát Tuổi trẻ.

## Tiểu sử
Nguyệt Hằng sinh ngày 30 tháng 6 năm 1973 tại Hà Nội. Cô sinh ra trong một gia đình có truyền thống nghệ thuật, với cha là Hoàng Hà - một biên đạo múa, mẹ là Bích Nguyệt - một diễn viên thuộc Đoàn Nghệ thuật Tổng cục. Được biết đến nhiều với vai Lâm Oanh trong Những người sống bên tôi vào năm 1996, nhưng sau này Nguyệt Hằng vẫn có những vai khác ấn tượng như Bảo Trinh trong Bí mật Eva, Tuệ Lâm trong Vệt nắng cuối trời. Hiện tại, cô đang công tác tại Nhà hát Tuổi trẻ và nổi tiếng hơn cả trong lĩnh vực lồng tiếng phim.

## Đời tư
Nguyệt Hằng kết hôn với nam diễn viên Phạm Anh Tuấn vào năm 1997 sau thời gian quen nhau và nảy sinh tình cảm khi đang là sinh viên lớp Diễn viên khóa II của Nhà hát Tuổi Trẻ.  Diễn viên Phạm Anh Tuấn nổi tiếng qua các vai diễn trong các bộ phim truyền hình như 12A và 4H, Những ngọn nến trong đêm, Nhà có nhiều cửa sổ, Người phán xử (tiền truyện), Cô gái nhà người ta, Hương vị tình thân, Gara hạnh phúc, Đấu trí, Cuộc đời vẫn đẹp sao... Hai người họ có với nhau bốn người con.

## Danh sách tác phẩm

### Phim truyền hình

#### Với tư cách là diễn viên
| Năm  | Tên                             | Vai diễn               | Đạo diễn                                                       | Nguồn  |
| ---- | ------------------------------- | ---------------------- | -------------------------------------------------------------- | ------ |
| 1996 | Những người sống bên tôi        | Lâm Oanh               | NSƯT Đặng Tất Bình                                             |        |
| 1997 | Xin hãy tin em                  | Thủy                   | NSƯT Đỗ Thanh Hải                                              |        |
| 1997 | Ảo ảnh trắng                    |                        | NSND Nguyễn Khải Hưng                                          |        |
| 1997 | Những ngày xa mẹ                | Lan                    | Đặng Phi                                                       |        |
| 1998 | Nhịp cầu hạnh phúc              |                        | NSND Nguyễn Hữu Phần, NSND Phạm Thanh Phong                    |        |
| 1999 | Ngày mai                        |                        | Phạm Lộc                                                       | [ 9 ]  |
| 2000 | Cảnh sát hình sự: Hãy về với em | Đào                    | NSND Nguyễn Khải Hưng                                          |        |
| 2001 | Nghệ sĩ giải hạn                | Vợ Sơ                  | Nguyễn Anh Tuấn                                                |        |
| 2002 | Gái một con                     | Thanh                  | Triệu Tuấn                                                     |        |
| 2002 | Niệm khúc cho người cha         |                        | NSƯT Vũ Hồng Sơn                                               |        |
| 2006 | Gió đại ngàn                    |                        | Đỗ Chí Hướng                                                   |        |
| 2008 | Mường Động                      |                        |                                                                |        |
| 2010 | Ôsin sành điệu                  |                        | Đỗ Gia Chung                                                   |        |
| 2010 | Bí mật Eva                      | Bảo Trinh              | Đỗ Minh Tuấn                                                   |        |
| 2010 | Vệt nắng cuối trời              | Nguyễn Tuệ Lâm         | Trần Hoài Sơn                                                  |        |
| 2010 | Bộ tứ 10A8                      | Mẹ Lala                | Nguyễn Trọng Hưng                                              |        |
| 2012 | Ông tơ hai phẩy                 | Ngọc                   | NSƯT Nguyễn Danh Dũng                                          |        |
| 2013 | Hương ngọc lan                  | Dì Mầu                 | Nguyễn Đức Hiếu                                                |        |
| 2014 | Lấy chồng trước Tết             | Điệp                   | NSND Phạm Thanh Phong                                          |        |
| 2014 | Bánh đúc có xương               | Chi                    | Đặng Thái Huyền                                                |        |
| 2016 | Series Chuyện học trò           | Mẹ của Tùng và Ban Mai |                                                                |        |
| 2016 | Zippo, mù tạt và em             | Mẹ Huy                 | NSND Trọng Trinh, Bùi Tiến Huy                                 |        |
| 2017 | Người phán xử                   | Mẹ Bích Ngọc           | NSƯT Nguyễn Mai Hiền, Nguyễn Khải Anh và NSƯT Nguyễn Danh Dũng |        |
| 2019 | Sitcom Phụ nữ là số 1           |                        | Phạm Tuấn Quang                                                |        |
| 2019 | Mê cung                         | Bà Thu                 | Nguyễn Khải Anh, Trần Trọng Khôi                               |        |
| 2020 | Sitcom Góc phố muôn màu         | Bà Hoa                 | NSƯT Trần Quốc Trọng, Trần Chí Thành                           |        |
| 2021 | Hãy nói lời yêu                 | Bà Hoài                | Bùi Quốc Việt                                                  |        |
| 2022 | Đấu trí                         | Đinh Thị Ngọc Bằng     | NSƯT Nguyễn Danh Dũng, Bùi Quốc Việt, Nguyễn Đức Hiếu          |        |
| 2022 | Đừng làm mẹ cáu                 | Bà Vân                 | Vũ Minh Trí                                                    | [ 10 ] |
| 2023 | Gia đình đại chiến 2            | Bà Hằng                | NSND Trọng Trinh                                               |        |
| 2023 | Biệt dược đen                   | Bà Liễu                | Phạm Gia Phương, Trần Trọng Khôi                               |        |
| 2024 | Những nẻo đường gần xa          | Bà Châu                | NSƯT Nguyễn Mai Hiền                                           |        |
| 2024 | Độc đạo                         | Bà Mộc                 | Phạm Gia Phương, Trần Trọng Khôi                               |        |
| 2024 | Mật lệnh hoa sữa                | Bà Hằng                | Nguyễn Tất Kiên                                                |        |
| 2025 | Dịu dàng màu nắng               | Bà Vui                 | Bùi Quốc Việt                                                  |        |
| 2025 | Đồng hồ đếm ngược               |                        | Bùi Tiến Huy                                                   |        |
| 2025 | Lằn ranh                        | Vũ Thị Tứ              | Nguyễn Mai Hiền                                                |        |

### Phim điện ảnh
| Năm  | Tên               | Vai diễn    | Đạo diễn        | Nguồn |
| ---- | ----------------- | ----------- | --------------- | ----- |
| 1996 | Bỏ trốn           | Mẹ Thi      | Phạm Nhuệ Giang |       |
| 2004 | Hàng xóm          | Hằng        | Phạm Lộc        |       |
| 2024 | Đào, phở và piano | Bà hàng phở | Phi Tiến Sơn    |       |

#### Với tư cách là diễn viên lồng tiếng
- Nhân vật Thắm (Hoa Thúy) trong Xin hãy tin em
- Nhân vật Thư (Thu Hường) trong Của để dành
- Nhân vật Nguyệt (Hà Hương) trong Phía trước là bầu trời
- Nhân vật Thủy (Khánh Ly) trong Hoa cỏ may
- Nhân vật Trúc (Mai Thu Huyền) trong Những ngọn nến trong đêm
- Nhân vật Diệu Ly (Minh Hà) và Vân (Bảo Kỳ) trong Lập trình cho trái tim
- Nhân vật Nhung (Quỳnh Tứ) trong Ngôi biệt thự màu tro lạnh
- Nhân vật Loan (Ninh Trang) trong Sát thủ Online
- Nhân vật Loan (Chiều Xuân) trong Heo may về qua phố
- Nhân vật Mân (Kim Quý) trong Hoa bay
- Nhân vật Hằng (Khuất Quỳnh Hoa) trong Khép mắt chờ ngày mai
- Nhân vật Huyền (Hoàng Yến) trong Những cánh hoa trước gió
- Nhân vật Trinh (Minh Hà) trong Hôn nhân trong ngõ hẹp
- Nhân vật Dung "loe" (Vân Dung) trong Lời nói dối ngọt ngào (Phim Tết Nguyên Đán 2016)
- Nhân vật Bảo Lâm ( Jennifer Phạm ) trong Xin thề anh nói thật.

### Kịch
| Năm  | Tác phẩm                     | Vai diễn        | Tác giả          | Nguồn         |
| ---- | ---------------------------- | --------------- | ---------------- | ------------- |
| 1995 | Thi sĩ hủi                   |                 | Nguyễn Khắc Phục |               |
| 2005 | Bến osin                     |                 | Hồ Anh Thái      |               |
| 2007 | Quỷ nhập tràng               |                 | Nguyễn Khắc Phục |               |
| 2012 | Lời thề thứ 9                |                 | Lưu Quang Vũ     |               |
| 2013 | Mùa hạ cuối cùng             |                 | Lưu Quang Vũ     |               |
| 2014 | Hoàng tử Gấu và hạt đậu thần | Bà tiên Đậu Đen |                  | [ 11 ] [ 12 ] |
| 2017 | Vòng phấn Kazkav             |                 | Bertolt Brecht   | [ 13 ]        |

## Giải thưởng
| Năm  | Giải thưởng                                                                             | Tác phẩm   | Kết quả        | Tham khảo |
| ---- | --------------------------------------------------------------------------------------- | ---------- | -------------- | --------- |
| 1995 | Liên hoan sân khấu kịch chuyên nghiệp toàn quốc                                         | Thi sĩ hủi | Huy chương bạc |           |
| 2010 | Liên hoan sân khấu hài                                                                  | Bến ôsin   | Huy chương bạc |           |
| 2022 | Nghệ sĩ tiêu biểu lĩnh vực Nghệ thuật biểu diễn - Diễn viên truyền hình nổi bật của năm | Đấu trí    | Đề cử          |           |